# Bagnols-les-Bains
Bagnols-les-Bains era un comune francese di 233 abitanti situato nel dipartimento della Lozère nella regione dell'Occitania. Il 1º gennaio 2017 i comuni di Bagnols-les-Bains, Belvezet, Le Bleymard, Chasseradès, Mas-d'Orcières e Saint-Julien-du-Tournel si sono uniti per formare il nuovo comune di Mont Lozère et Goulet.

## Storia

### Simboli
La fontana raffigurata nello stemma comunale fa evidente riferimento alle fonti termali.

## Società

### Evoluzione demografica
Abitanti censiti